# 垂岗乡
垂岗乡，是中华人民共和国安徽省阜阳市颍上县下辖的一个乡镇级行政单位。

## 行政区划
垂岗乡下辖以下地区：
垂岗社区、陶大郢村、新台村、岗湾村、墩黄村和杨圩村。